# Namibia Meteorological Service
Der Namibia Meteorological Service (kurz MeteoNa; deutsch Namibisches Wetteramt) ist eine staatliche Einrichtung in Namibia. Sie ist für die Sammlung meteorologischer Daten verantwortlich und gibt Wetterberichte und Wettervorhersagen heraus. Das Wetteramt ist eine Einrichtung des Ministeriums für Öffentliche Arbeiten und Verkehr und Mitglied der World Meteorological Organization.
Die Hauptaufgaben von MeteoNa gliedern sich in zwei Bereiche:
- Wettervorhersagen für die Luftfahrt und Allgemeinheit
- Klimadaten und Wetterberatung (u. a. für die Seefahrt)

Das Wetteramt betreibt Wetterstationen in vielen Ortschaften und ländlichen Gebieten landesweit. Es wird zudem eng mit wissenschaftlichen Initiativen wie SASSCAL und regionalen Wettereinrichtungen wie dem „SADC El Niño Response Coordination Centre“ der SADC zusammengearbeitet.